# Jolanda Flanderská
Jolanda Flanderská (francouzsky Yolande de Hainaut, 1175–1219) byla namurská markraběnka, latinská císařovna a regentka Latinského císařství.

## Život
Byla dcerou henegavského hraběte Balduina V. a Markéty, dcery flanderského hraběte Dětřicha. Její dva bratři Balduin a Jindřich se roku 1202 vydali na křížovou výpravu, která shodou mnoha okolností nakonec nesměřovala do původně plánované Svaté země a místo toho roku 1204 dobyla Konstantinopol. Nejdříve Balduin a po něm Jindřich byli prvními císaři latinského císařství, nově založeného na troskách Byzantského císařství. Oba zemřeli bez mužského potomstva a proto byl zvolen po krátkém období bezvládí císařem Jolandin manžel Petr z Courtenay.
Po římské korunovaci si Petr půjčil od Benátčanů několik lodí a pustil se do války s epirským despotou Theodorem. Dostal se do zajetí a zřejmě byl po několika letech věznění popraven, své císařství nikdy nespatřil. Jolanda v době manželovy nepřítomnosti vládla jako regentka, podařilo se jí uzavřít spojenectví s nikájským císařem Theodorosem Laskarisem zpečetěné manželstvím s její dcerou Marií. Zemřela roku 1219.